# 浅草人情
『浅草人情』は、1977年2月25日に ビクターより発売された橋幸夫の133枚目のシングル（SV-6179）。

## 概要
- 1960年7月5日吉田正門下として『潮来笠』でデビューした橋が、初めて、最初の恩師遠藤実に依頼して制作、リリースした楽曲である。
- 橋は作曲家遠藤実の初期の弟子であったが、遠藤が所属するコロンビアが少年歌手を受入れなかった（当時は村田英雄など大御所歌手が全盛）ため、憤慨した遠藤が、変装して橋をライバルのビクターのオーディションに連れて行き、合格にこぎ着け、結果、橋は吉田門下生となった。当時は、レコード会社が専属制度を敷いていたため、遠藤は橋の楽曲を制作することができなかった。
- 遠藤と橋との交流は、橋のデビュー後も続いており[2]、この頃には、このレコード会社の専属制度は崩壊し、また、遠藤もコロンビアさらに自ら社長を務めたミノルフォンからも離れ、フリーとなったため、楽曲制作を依頼した。
- 橋は「詩も先生が書かれ、人情物で、これは先生の心情」としている。遠藤は「東京から江戸の情緒がどんどん失われていく。君は江戸っ子なんだからこれを唄えば合うはず」と橋に語っている[3]。
- 遠藤と橋は、その後もシングルやアルバムで共演し、橋のデビュー30周年にあたっては遠藤、吉田、橋の3人で記念アルバム『翔（はばたく）』を制作している。また、遠藤は、自ら作詞した曲も少しあり、本曲の他、橋への遺作となる『歌』も作詞している。
- c/wの「ふるさとの父母」は笹川良一の作詞で、遠藤が作曲。橋は「笹川良一先生らしい詩で、幼き日々を過ごした田舎への望郷の歌、東京生まれの私でも好きな歌」としている[3]。

## 収録曲
1. 浅草人情
作詞・作曲： 遠藤実、編曲：斉藤恒夫
2. ふるさとの父母
作詞：笹川良一、作曲：遠藤実、編曲：斉藤恒夫

## 収録アルバム
- 『橋幸夫が選んだ橋幸夫ベスト40曲』（2000年10月4日）VICL-60641～2
- CD-BOXへの収録
『橋幸夫大全集』（CD-BOX 6枚組　全114曲収録） [1993年9月20日発売] Disc3
『橋幸夫ベスト100+カラオケ15』（CD-BOX 5+1枚組） [2015年10月28日発売] Disc1
『遠藤実 流行歌物語 CD全12巻』の12巻（OCD-69012）に、橋に提供した楽曲のうち主な5曲が収録されており、その中に本楽曲ならびにB面の「ふるさとの父母」も収録されている。